# M-346教練機

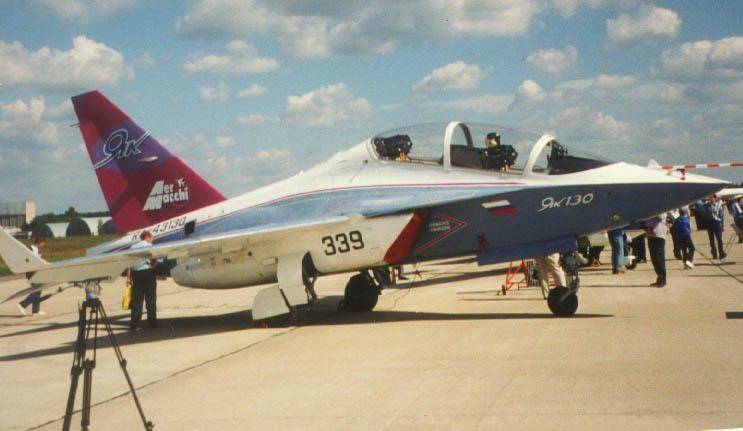
Yak/AEM-130時期，編號RA-43130原型機在1997年莫斯科國際航太展靜態展示，採翼尖小翼設計，垂直尾翼有「Aermacchi」標誌，此時機首標示「Yak-130」。

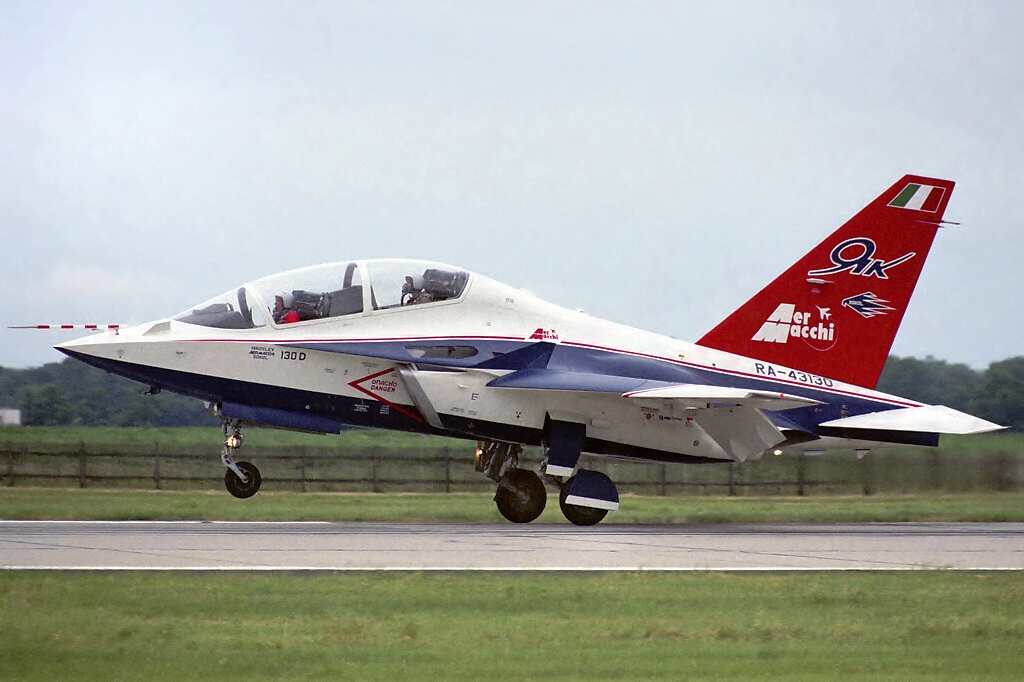
Yak/AEM-130時期，編號RA-43130原型機在1999年斯洛伐克國際航空展飛行展示，小翼設計已移至翼根上擾流用、輔助進氣口全開，機首標示「130 D」（即Yak-130 D）；拆夥後該機為雅克-130原型機持續發展下去。

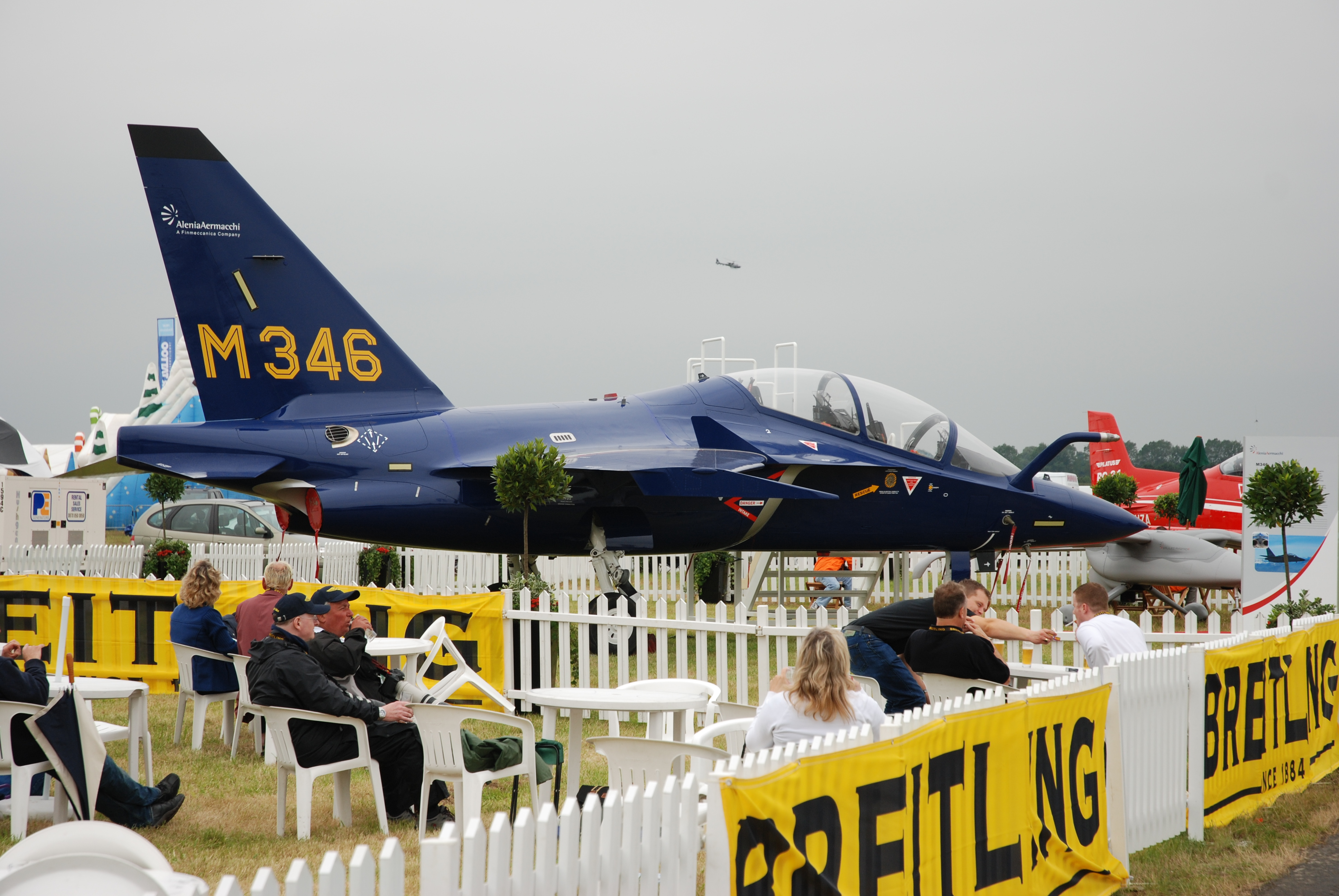
2007年7月15日在英國皇家國際航空展展示的全尺寸模型。垂直尾翼冷卻進氣口採隱藏設計，並延續至001-002原型機規格上；2007年頃兩架原型機改成現行凸出設計。

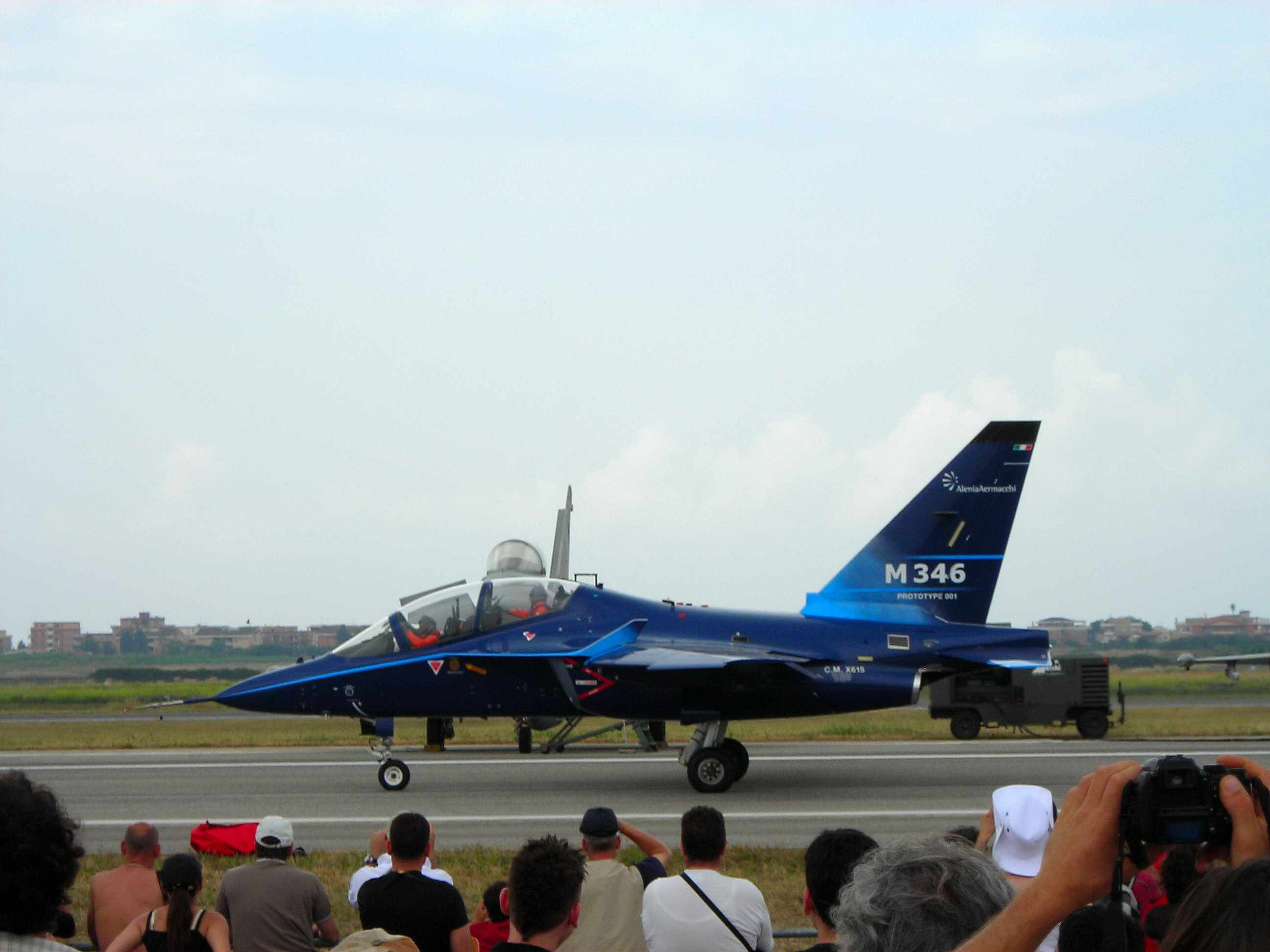
2007年5月27日在義大利空軍航空展上跑道滑行的001號原型機（C.M.→C.P. X615）。

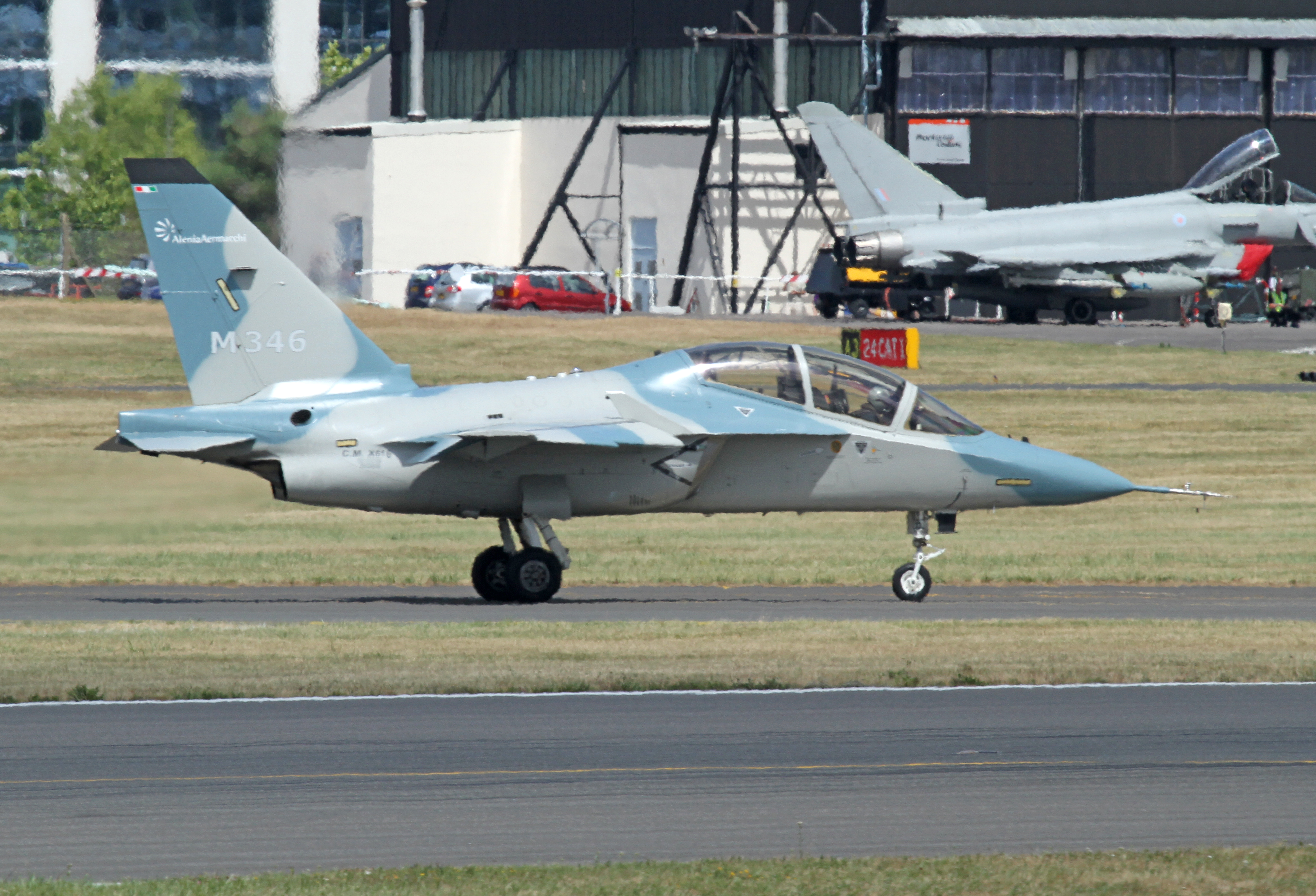
2010年7月24日在法茵堡航空展上跑道滑行的002號原型機（C.M.→C.P. X616），從原來灰色改為空優迷彩塗裝。

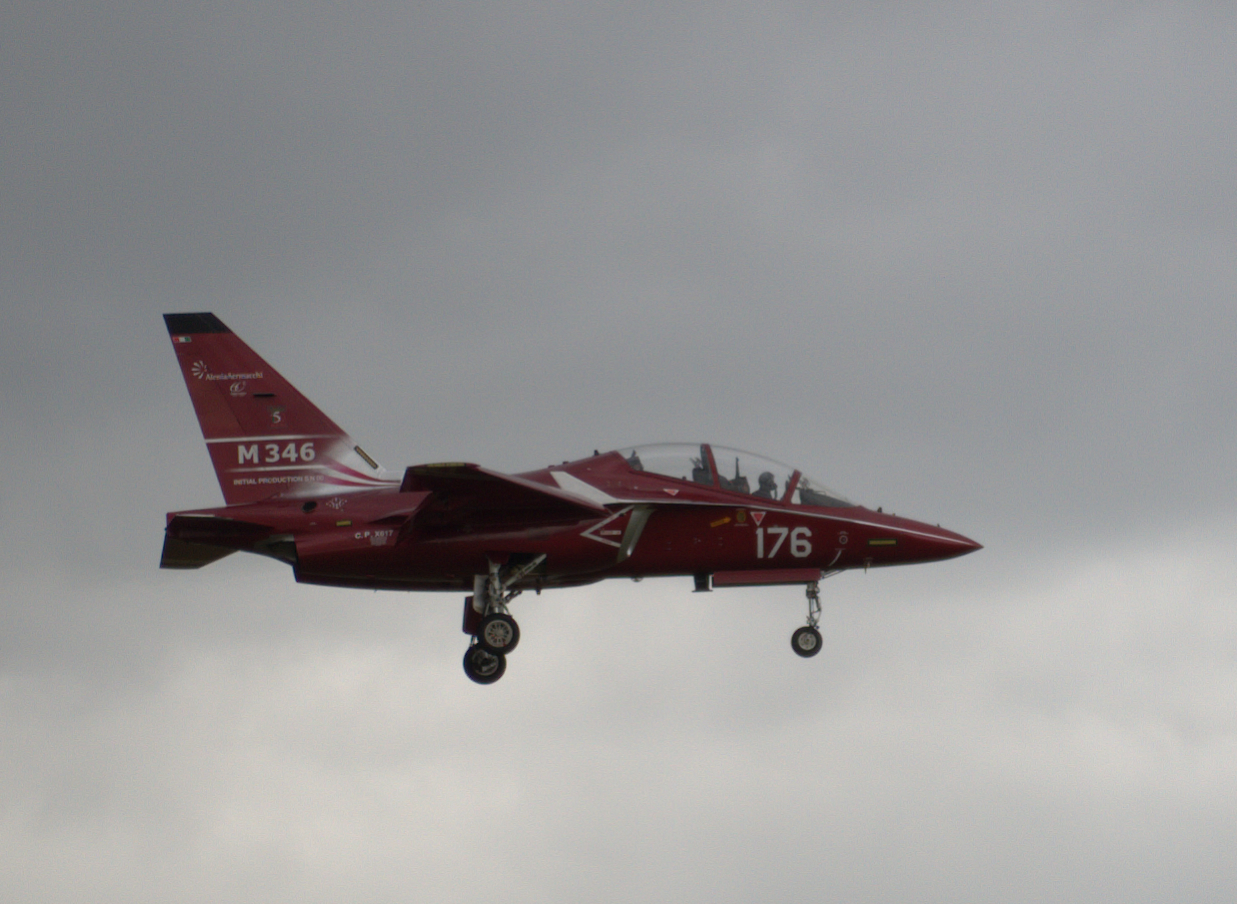
2011年6月21日在巴黎航空展飛行展示的預量產型機（C.M.→C.P. X617）。

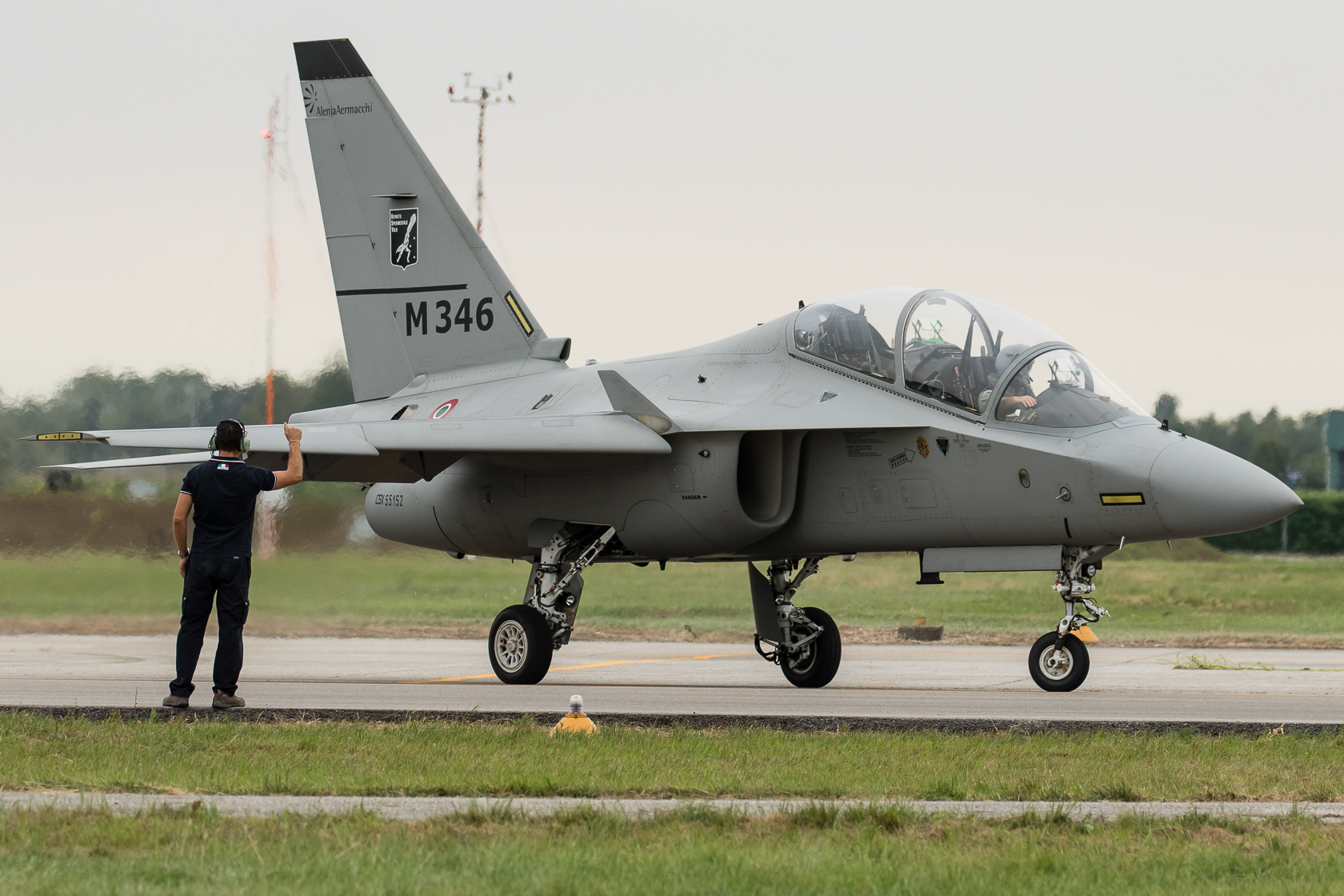
因原型機折損，義大利空軍支援一架T-346A，編號CSX55152用作M-346展示機。

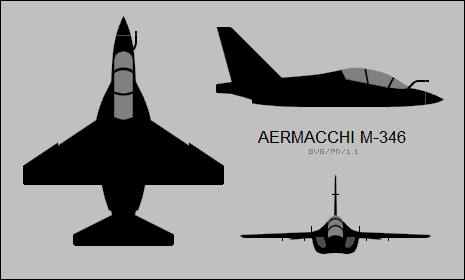
M-346三面圖

M 346大師（M 346 Master），是義大利馬基航空（Aeronautica Macchi）研發的高級教練機，義大利空軍將其型號稱為T-346A、參與美國空軍T-X計畫的型號為T-100。

## 歷史
Yak/AEM-130
1993年，當時俄國空軍經費不足，允許外資加入教練機計畫。俄羅斯雅克列夫設計局（設計）、雄鷹飛機製造廠（製造）、斯洛伐克PS（發動機，後改PLSM）與義大利馬基航空（投資夥伴）合作推出Yak/AEM-130教練機，Yak-130編號RA-43130原型機於1994年11月30日出廠，1996年4月25日試飛。
一開始規畫建造10架預量產型交俄國空軍測試，但隨亞洲金融風暴導致財政惡化成泡影。俄國空軍又要求己方廠商以該國教練機優先、排斥非獨立國協的外製零組件，義方對此則無法接受，於是1999年12月雙方因市場條件改變而分道揚鑣，雅克列夫設計局以義大利免除俄國政府7700萬美元債務的代價提供技術文件給馬基航空，各自區隔市場發展出Yak-130和M-346。雅克列夫可銷售至獨立國協、印度、斯洛伐克和阿爾及利亞，馬基航空則是可銷售至北約成員國等等。
另外，俄國打算將Yak-130給斯洛伐克抵債，其配置原用在Yak/AEM-130的斯洛伐克製DV-2S（RD-35）發動機，並翻修米格-29作為還款計畫的一部分。
M-346
2001年6月17日，在巴黎航空展上展示M-346全尺寸模型。首架原型機於2003年6月7日出廠，2004年7月15日試飛，2011年11月18日失事墜毀。2005年5月17日，第2架原型機首飛。2008年4月10日，預量產型機出廠，同年7月7日試飛，2013年5月11日失事墜毀。2008年12月19日，從4000個參與徵名活動中，挑選出「大師」（Master）為其名稱，象徵以最佳工具訓練新一代飛行員至最高水準。由阿萊尼亞·馬基航空（Alenia Aermacchi）為義大利空軍生產的首架T-346A，於2011年3月31日完成首飛。義大利空軍總共採購了18架，全數皆部署於與李奧納多（Leonardo）合作成立的國際飛行訓練學校（International Flight Training School，IFTS）中，所擔負的是戰術先導教練機（Lead-In Fighter Trainer，LIFT）的角色。

## 設計
M-346的主翼是採用大型前緣根部延伸（Leading Edge Root eXtension，LERX）面的設計型式，藉渦流升力提供運動性和操控性，使用兩具無後燃器的國際渦輪引擎公司／漢威聯合國際公司F124-GA-200渦輪扇發動機，可跨音速飛行。採英國航太系统四重數位化線傳飛控，高攻角可達40°。與雅克-130外觀明顯差異為翼根保留整流用小翼和省略輔助進氣口，無水平尾翼鋸齒面、採主翼翼尖外掛點方式、垂直尾翼翼根有冷卻器進氣口以及發動機艙稍長，基本上較接近拆夥前Yak-130 D的構型。
M-346搭配李奧納多（Leonardo）研發的嵌入式戰術訓練系統（Embedded Tactical Training System，ETTS）、地面訓練系統（Ground Based Training System，GBTS），運用虛擬與資料鍊技術，將各種假想的戰術情況上傳給該機，讓飛行員練習攻擊空中、地面目標、反制敵方攻擊或電子戰；並且可以與電腦虛擬的「僚機」共同合作執行任務，例如1架在空中的M-346最多可模擬組成4機編隊，進行大兵力的模擬訓練。換言之，M-346雖然只是教練機，卻可模擬許多以往得在真正戰鬥機上才能演練的作戰科目，例如視距外空戰、對地精準武器攻擊、戰術對抗、空中加油等；也可以模擬F-16戰機、JAS 39戰機、颱風戰機、疾風戰機，甚至包括最先進的5代戰機（Fifth-Generation Jet Fighter），如F-22戰機、F-35戰機等，堪稱目前全球最先進的模擬訓練系統。加上座艙人機介面非常先進，所以阿萊尼亞·馬基航空（Alenia Aermacchi）曾宣稱M-346是1款真正意義上的第五代高級噴射教練機（Fifth-Generation Advanced Jet Trainer）。
由於M-346的操作成本比戰鬥機低，可大幅降低飛行員的訓練費用。如果以訓練1名F-16飛行員為例，從開始學飛到「足以作戰」（Combat Ready），使用M-346和配套的電腦模擬訓練系統，能把訓練成本降至傳統流路的60%。

## 海外合作

### 歐美
2005年1月，與希臘國防部簽署備忘錄，成為該計畫的夥伴；2006年1月，當時的馬基航空與希臘航太工業簽署工業合作協議。 
2008年3月，智利國營航空（ENAER）在該國舉行的國際航太展（FIDAE）中，也和阿萊尼亞·馬基航空簽署備忘錄。同年4月，加拿大航空电子设备獲得開發M-346飛行模擬器合約；接著5月，亦與美國波音簽署備忘錄，協助推銷、訓練和支援所製造的M-346和M-311（現M-345）。
2013年1月17日，為利於M-346打入美國市場，與美國通用動力簽訂合作意向書，由通用動力擔任主承包商以「T-100整合訓練系統」（Integrated Training System，ITS）參與美國空軍T-X計畫競標。2014年2月19日，加拿大航空电子设备也加入；但在2015年3月26日，傳出通用動力放棄當主承包商的消息，對競標一事橫生變數。2016年2月22日，雷神公司宣布參與T-100、成為主承包商，持續競逐T-X計畫。2018年9月27日美國國防部宣布由美國波音與瑞典紳寶合作研製的T-X教練機得標。

### 中華民國
2008年2月19日，中央社在新加坡航空展報導漢翔航空向阿萊尼亞·馬基航空探詢以M-346為基礎合作的可能性；2009年2月4日，時任阿萊尼亞·馬基航空CEO卡梅隆·科森蒂诺（Carmelo Cosentino）等三人訪問漢翔航空並拜會中華民國空軍高層，希望仿新加坡模式，漢翔可就軟體開發、合作生產及長期維修等事務上合作。
2014年，漢翔航空與阿萊尼亞·馬基航空簽署了一項諒解備忘錄，以便在臺灣組裝M-346。
2015年6月12日，漢翔航空與阿萊尼亞·馬基航空參加國防部空軍司令部高教機邀商說明會並送出商情資料；同年8月13日，在2015台北國際航太暨國防工業展上，漢翔的攤位除了展示AT-3 MAX、XAT-5高級教練機縮尺模型外，也展示M-346縮尺模型及照片，阿萊尼亞·馬基航空亦派出多位代表與會。
2016年蔡英文政府上任後出現變數，提出和前任馬英九政府不同的「國機國造」方針，前者傾向自行研發與製造，後者不排斥與海外厰商合作（即合作生産M-346），最後蔡政府採前者，即T-BE5A高級教練機。

## 系列機型
- M 346 – 基本的高級噴射教練機。
- T-346A – 義大利空軍的型號。
- M-346LCA – 輕型戰鬥機。
- M-346FT – 戰鬥教練機。
- M-346FA – M-346FA是一款配備有射控雷達的多用途輕型戰鬥攻擊機。同时，它保留了M 346高教機的所有屬性，這使得M-346FA仍具有執行高教機與部訓機的能力，以提供全方位的飛行模擬訓練功能。
- M-346 LFFA – 輕型戰鬥機家族。
- T-100 – 競標美國空軍T-X 教練機計畫的版本。

## 服役國家
- 義大利

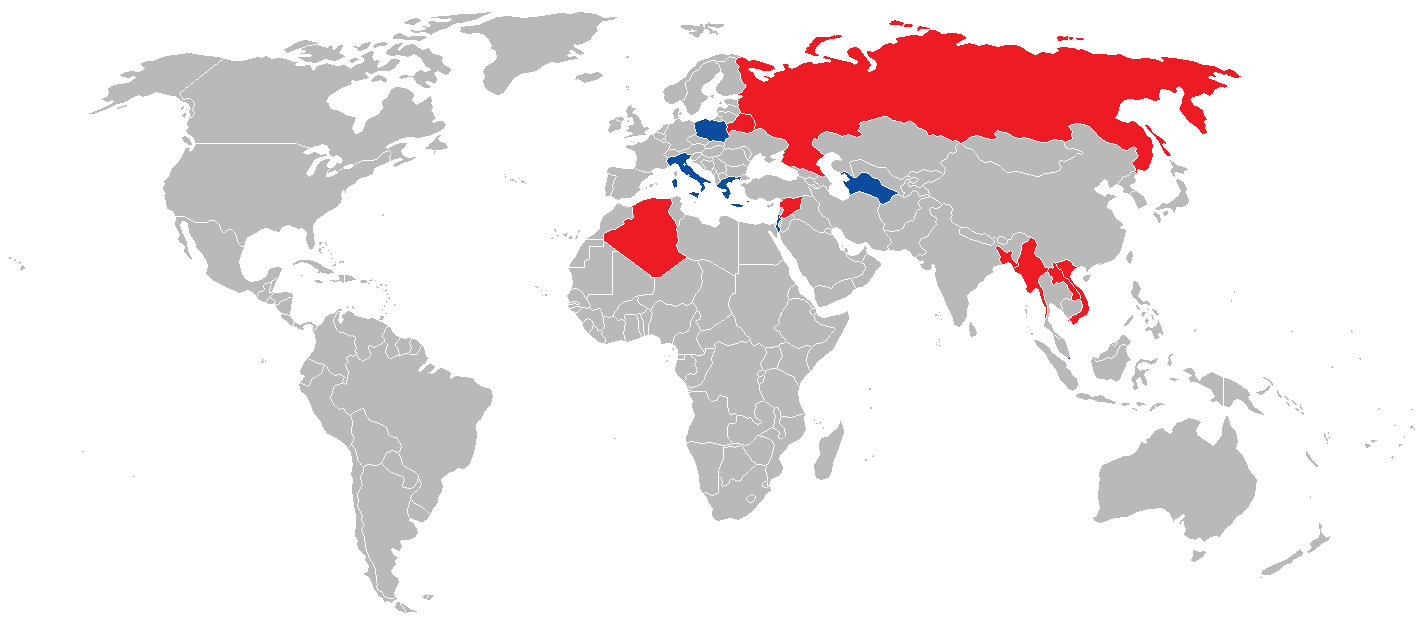
M-346(藍色)及Yak-130(紅色)的使用國

  - 義大利空軍：2009年6月18日，訂購6架、外加9架選擇權，共計15架[32]；︁︁2016年3月22日，再加碼採購，使得總機數達18架[33]。首架T-346A於2011年3月31日首飛，並於同年的年底交付，2018年2月，交付了第18架也是最後1架的T-346A。
  - 國際飛行訓練學校：共有22架M 346，其中18架隸屬於義大利空軍（T-346A），另外的4架為李奧納多所提供，22架中的最後1架M 346已於2019年10月下旬交付該校。

- 新加坡
  - 新加坡空軍：2010年9月28日，訂購12架，以取代A-4SU的先導噴射教練機角色，後勤維修由新加坡航空航天技术（英语：ST Aerospace）負責，而阿萊尼亞·馬基航空的合作夥伴波音則提供訓練系統[34][35][36]。

- 以色列
  - 以色列空軍：2012年7月19日，訂購30架、取代A-4H/N教練機。2014年7月開始交機[37]，至2016年8月8日已全數交付完畢[38]。2013年7月2日，以色列空軍將M-346命名為「少獅」（Lavi）[39]。

- 波蘭
  - 波蘭空軍：2014年2月27日，訂購8架[40]，並於2016年11月至2017年10月交付。2018年11月被波蘭空軍正式命名為「白尾鷹」（Bielik）；︁︁另外又分別於2018年3月與12月，簽署了加購共8架M 346的合同。最後一批的4架M 346，已於2022年12月交付完畢，使得波蘭空軍M 346的總架數達到了16架。

- - 土庫曼空軍：2019年，土庫曼空軍向李奧納多訂購4架M-346FA戰鬥攻擊機和2架M-346FT戰鬥教練機，並於2021年開始接收。

- - 卡達皇家空軍：2020年11月，卡達與義大利兩國外長，簽署了關於出售6架M 346教練機的合同。最後1架的M 346於2022年底交付。

- 奈及利亞
  - 奈及利亞空軍：訂購24架M-346教練機[41]，預計2021年將有12架交付該國，另外12架將於2022年交付。

- 希腊
  - 希臘空軍：訂購10架高教機版本的M 346，預計將於2023年初開始交付。該機配備的先進嵌入式虛擬航空電子設備（Embedded Virtual Avionics，EVA）是由以色列埃爾比特系統（Elbit Systems）所提供。

## 潛在客戶/過去投標紀錄
- 日本
  - 航空自衛隊：李奧納多 (公司)目前正在提出以此機取代日方目前使用的T-4教練機[42]。
- 马来西亚
  - 馬來西亞皇家空軍：2021年，馬來西亞國防部發布輕戰機/部教機計劃，計劃採購18架輕型戰鬥教練機，未來可能再增購18架。FA-50戰鬥攻擊機、噴射自由鳥、L-15、M-346、光輝戰鬥機參與競標，最終馬來西亞選擇FA-50 Block20。

## M 346諸元

### 基本規格
- 飛行員：2名（學員和教練官）
- 長度：11.49 m（37.70 ft）
- 翼展：9.72 m（31.89 ft）
- 高度：4.76 m（16.11 ft）
- 翼面積：23.52 m²（253.2 ft²）
- 空重：4,610 kg（10,165 lb）
- 載重：6,700 kg（14,770 lb）
- 最大起飛重量：9,500 kg（20,945 lb）
- 發動機：2具國際渦輪引擎公司（International Turbine Engine Company，ITEC）／漢威聯合國際公司（Honeywell International）F124-GA-200渦輪扇發動機，軍用推力27.8 kN（6,250 lbf）

### 性能
- 最大空速限制：1.2馬赫（1,470 km/h, 793 knots）
- 最高速度：1,059 km/h（572 knots）
- 失速速度：176 km/h（95 knots）
- 轉場距離：2,722 km（1,470 nmi）；可加掛3具外掛油箱
- 航程：1,981 km（1,070 nmi）
- 續航時間：2.75 小時（使用外掛油箱4小時）
- 實用升限：13,716 m（45,000 ft）
- 爬升率：6,705 m/min（22,000 ft/min）
- 翼負荷：285 kg/m²（58.3 lb/ft²）
- 推重比：0.84

### 武裝
- 掛載點（Hardpoint）：可提供總共9個拱架掛載點，包括翼尖各1個、主翼下方各3個及機腹1個，可掛載最高3,000 kg（6,613 lb），以及3具外掛油箱

## 世界各國與「M 346大師」同屬第五代高級噴射教練機的機型
- L15獵鷹── 中华人民共和国
- T-BE5A勇鷹── 中華民國
- T-50金鷹── 大韓民國
- TAI噴射自由鳥── 土耳其
- Yak-130── 俄羅斯
- T-7A紅鷹── 美国／ 瑞典

## 延伸閲讀
- . 2012-06-07. （原始内容存档于2021-01-19） （英语）.
- . 2013-05-08. （原始内容存档于2016-04-02） （英语）.

## 參閲
- 第五代高級噴射教練機

## 外部連結
- (product page), IT: Alenia Aermacchi,   [2015-08-09], （原始内容存档于2015-08-06）.